# Новый Арбат
Но́вый Арба́т (в 1963—1990 годах часть проспекта Калинина) — улица в московском районе Арбат. Продолжает улицу Воздвиженку от площади Арбатские Ворота и идёт до площади Свободной России, где переходит в Новоарбатский мост. Часть федеральной магистрали М-1 (Улица Воздвиженка — Новый Арбат — Кутузовский проспект — Можайское шоссе — Минское шоссе).
Улица названа по имени соседней улицы Арбат.
Проходит от площади Арбатские Ворота до площади Свободной России, расположена между Арбатом и Поварской улицей. Нумерация домов ведётся от площади Арбатские Ворота.

## Расположение
Улица Новый Арбат начинается от площади Арбатские Ворота и является продолжением улицы Воздвиженки. Справа примыкают: Поварская улица, Борисоглебский и Новинский переулки и у площади Свободной России Конюшковская улица; слева — Арбатский и Прямой переулки; В Новоарбатском тоннеле под улицей проходит Новинский бульвар (часть Садового кольца). После пересечения со Смоленской и Краснопресненской набережными магистраль переходит в Кутузовский проспект, пересекая Москву-реку по Новоарбатскому мосту.

## История

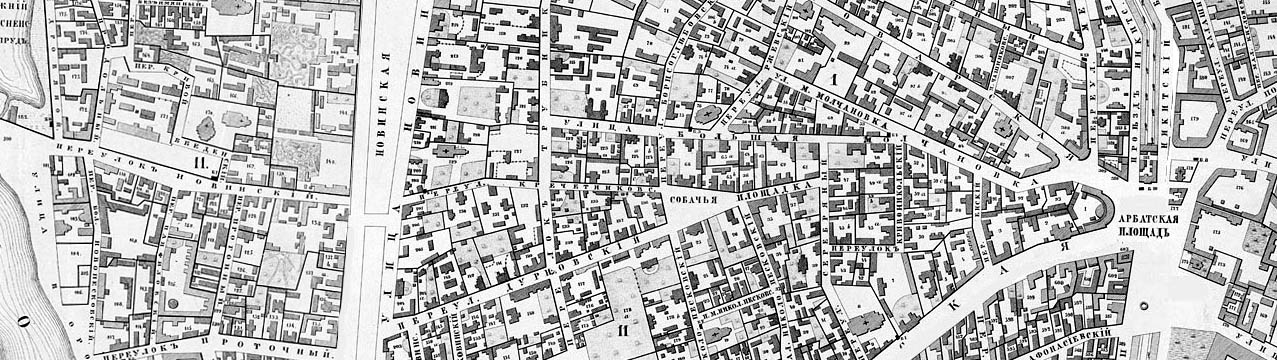
Место нынешнего Нового Арбата на карте 1853 года. В центре — Собачья площадка

По генеральному плану реконструкции Москвы 1935 года предусматривалась прокладка новой городской магистрали от Арбатской площади до Дорогомиловской заставы, соединяющей центр города с новыми жилыми кварталами на западе столицы. Эта магистраль на начальном участке должна была пройти параллельно улице Арбат, и поэтому получила рабочее название Новый Арбат, которое — наряду с названием Новоарбатский проспект — использовалось в годы проектирования и строительства, однако не было юридически утверждено. Москвовед Александр Васькин приводит в своей книге сведения, согласно которым,  архитектор Дмитрий Чечулин занимался планировкой магистрали Нового Арбата уже в 1944 году  В публикациях 1950-х годов также фигурировало название «Проспект Конституции». До войны идею создания новой улицы осуществить не успели и вернулись к ней лишь в начале 1960-х гг.
19 декабря 1963 года Новоарбатский проспект вместе с присоединенными улицей Калинина (ныне Воздвиженка) и частью Кутузовского проспекта от Садового кольца до Новоарбатского моста (до 1957 года — Большой Новинский переулок) были объединены в единую магистраль — проспект Калинина, названную так в память о советском государственном деятеле Михаиле Ивановиче Калинине (1875—1946). Однако неофициально участок проспекта Калинина между Арбатской площадью и Садовым кольцом москвичи называли Новым Арбатом. Это название изредка встречалось в советской печати. В разговорной речи был широко распространён также неточный вариант официального названия — Калининский проспект.
В 1990 году начальному участку магистрали вернули название Воздвиженка, а проложенную в 1960-х часть переименовали в улицу Новый Арбат. В 1994 году переименование было утверждено повторно.
В результате прокладки Нового Арбата с карты Москвы исчезли Собачий переулок, Собачья площадка и Кречетниковский переулок.
В тоннеле под Новым Арбатом проходили события августовского путча 1991 года, приведшие к гибели трёх человек. В память об этих событиях позднее был установлен памятный знак.
10 марта 2012 года на Новом Арбате состоялся митинг «За честные выборы». По разным оценкам на митинг собралось от 10 тысяч до 25 тысяч участников. Митинг проходил на нечётной стороне улицы вдоль торгового стилобата от Арбатского переулка до дома 21, где была установлена сцена. Движение по улице не перекрывалось.
В 2016 году в рамках программы «Моя улица» Новый Арбат был комплексно реконструирован и благоустроен. Разработка проекта обновлённой улицы принадлежит совместному авторству немецкого бюро Topotek 1, российского архитектурного бюро «Цимайло Ляшенко и Партнёры» и КБ «Стрелка». Концепция благоустройства предполагала разделение Нового Арбата на две зоны — южную (нечетную) и северную (четную). Южная сторона превращена в широкий променад, для мощения которого использовали плитку серых оттенков. Изменена форма газонов, стоит уличная мебель: качели, а также лавки разных дизайнов, в том числе «самая длинная в городе» скамейка длиной в 300 метров. Северная часть улицы вымощена тёмно-красной плиткой и задумана как более камерная зона отдыха. Пешеходная часть улицы расширена за счёт проезжей части, при этом организованы парковки. Пространство улицы дополнительно озеленено (высажены клёны, вязы и другие деревья), заменено освещение.

## Архитектура

### Участок от площади Арбатские ворота до Садового кольца

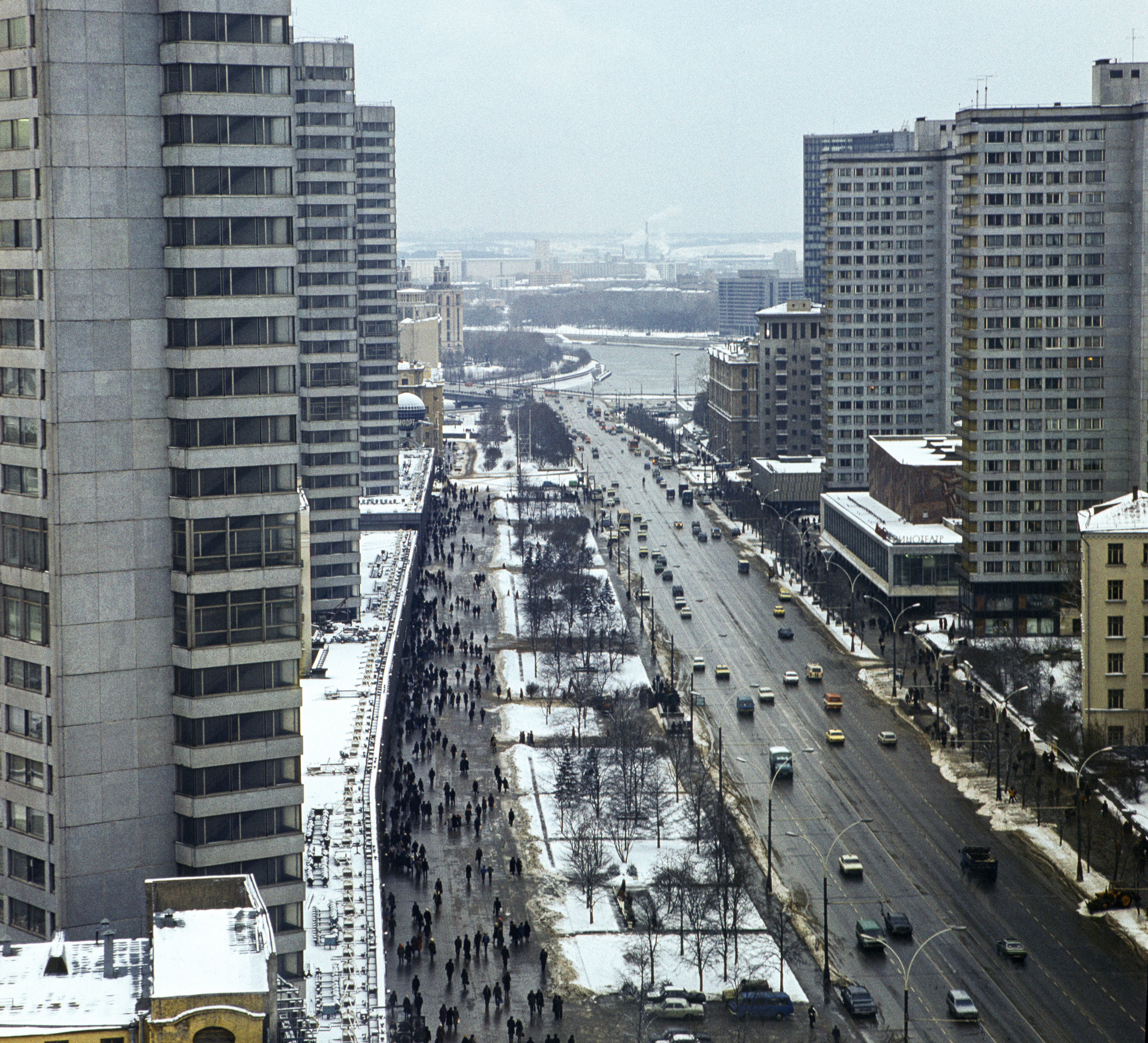
1978 год

Участок улицы Новый Арбат от Арбатских ворот до Садового кольца проложен в 1960-х гг. по переулкам и улицам, расположенным между Арбатом и Поварской улицей (бывшие Кречетниковский переулок, Собачья площадка, частично Большая Молчановка и Малая Молчановка и др.).
Облик Нового Арбата определяет участок улицы от площади Арбатских ворот до Садового кольца. Ансамбль этого участка создан в 1962—1968 годах по проекту группы архитекторов (М. В. Посохин, А. А. Мндоянц, Г. В. Макаревич, Б. И. Тхор, Ш. А. Айрапетов, И. А. Покровский, Ю. Попова, А. Зайцева и др.) — на проспекте был сформирован новый крупный фрагмент городской среды, где единому замыслу было подчинено всё — от общего направления пространственной структуры до деталей благоустройства и рекламы.
Чётную (северную) сторону определяет пунктир из пяти 24-этажных сдвоенных каркасно-панельных жилых домов-башен серии 1-МГ-601-Ж (в каждой — 176 квартир), похожих друг на друга. В этих грандиозных высотках должны были расселиться высокопоставленные советские чиновники и представители творческой интеллигенции. Магазины и кафе занимают первые два этажа этих сооружений. В промежутках между башнями расположены двухэтажные здания (Дом книги, кинотеатр «Октябрь», бывший магазин «Хлеб»). Невысокие торговые здания, чередуясь с вертикалями жилых башен, создают масштабный первый план тех картин, которые открываются перед пешеходом. Этим контрастом подчёркнут взлёт многоэтажных сооружений.
На нечётной (южной) стороне Нового Арбата были возведены четыре 26-этажных административных здания (дома-книжки), объёмы которых свободно вздымаются над соединяющей их непрерывной плоскостью стилобата, протянувшегося на 800 метров от Арбатского переулка до Садового кольца. В стилобате, имеющем два наземных и два подземных этажа, размещены вестибюли административных зданий, занимающих высокие объёмы, и крупный торговый центр. Застройка нечётной стороны создана на самом современном уровне функциональной организации и технического обслуживания того времени. Торговые и административные функции разделяются с необходимой четкостью, и взаимных помех не возникает. Архитекторами было предложено удачное решение проблемы разгрузки товаров и продуктов в расположенные здесь магазины. По всей длине застройки сооружен тоннель длиной 1 км и шириной 9 м с въездами с торцов и со стороны двух арбатских переулков, что не нарушало привычную жизнь населения района и создавало удобство для работников торгового центра.
Новый Арбат не завершён, на него с обеих сторон выходят остатки старой застройки, подчас тыльные их стороны, никак не вписывающиеся в современный облик магистрали. Сохраненные в застройке Нового Арбата обычные дома конца XIX—XX веков выступают на линию улицы между второй, третьей и четвёртой башнями северной стороны, поднимаются над торговым центром южной. Их формы вносят в ансамбль элементы случайного, но вместе с тем и обжитого — то, чего недостает его новым постройкам. В 1990—2000 годах комплекс домов (Новый Арбат, д. 18 / 21, Большая Молчановка, 21а, 23/20, стр. 1 и 2) и дом № 14 были реконструированы, их фасадам, выходящим на Новый Арбат, придан представительский вид. В 2020 году жилые башни северной стороны централизованно утеплены и облицованы вентилируемым фасадом темного и светлого оттенков серого цвета.

### Участок от Садового кольца до Новоарбатского моста
Часть Нового Арбата от Садового кольца до Новоарбатского моста проложена в 1957 году, однако её облик формировался и формируется на протяжении многих лет. В отличие от основной части Нового Арбата, сформированной в одно десятилетие и по единому проекту, этот участок Нового Арбата находится в своём развитии начиная с 1920-х годов (то есть до появления планов строительства магистрали) и по сей день.
Первый этап формирования этого участка приходится на 1920—1960-е гг. В 1926—1928 гг. в Большом Новинском переулке были построены два жилых дома (современный адрес — Новый Арбат, 23 и 25). Впоследствии нечётная сторона переулка стала нечётной стороной этого участка Нового Арбата, чётная сторона переулка была снесена. В 1931—1934 годах было построено здание Института курортологии и физиотерапии (архитектор А. В. Самойлов). После пробивки новой магистрали это здание вышло на её красную линию. В 1940 году по проекту архитектора Алексея Щусева был построен жилой дом, закрепивший угол будущего Нового Арбата и Смоленской набережной (Новый Арбат, 31). В начале 1950-х годов на пересечении с Садовым кольцом были возведены дома, обозначавшие начало этого участка будущей магистрали (Новый Арбат, 30 и Новинский бульвар, 7). В 1957 году эти разностилевые здания вышли на Новый Арбат красными линиями.
В 1963—1970 гг. было построено здание СЭВ (Новый Арбат, 36). После этого почти три десятилетия облик этого участка Нового Арбата оставался неизменным.
Новый этап формирования этого отрезка Нового Арбата начался в конце 1990-х годов. На нечётной стороне были построены жилые комплексы «Арбат Тауэр» (дом 29, 1998) и «Новый Арбат, 27» (2009). В 2006 году было снесено историческое здание Института курортологии: на его месте построен многофункциональный комплекс «Новый Арбат, 32». В начале августа 2012 года стало известно, что в связи с расширением дублёра Нового Арбата бульвар на нечётной стороне улицы планируется снести.

### Оценки
Наиболее широко и серьёзно проблема ансамбля в 1960-е годы была поставлена в связи с прокладкой Нового Арбата. Создание Нового Арбата (архитекторы М. В. Посохин и А. А. Мндоянц) было крупнейшим реконструктивным мероприятием 1960-х годов в пределах внутренних районов столицы. Вдоль магистрали сформирована обширная пространственная система, создан целостный фрагмент новой городской среды, который вошёл в структуру центра города и как бы задал основную ноту его дальнейшего преобразования.
При создании Нового Арбата принципы, выработанные при освоении свободных территорий, использованы для реконструкции центрального района. Создание подобных модернистских ансамблей (сочетание протяженного стилобата с несколькими вертикальными объёмами) в исторической ткани города было общемировой тенденцией в 1950—1960-е годы. Примерами являются Маршалковская улица в Варшаве, комплекс Hötorget buildings в Стокгольме. В 1966 году парижский центр архитектурных исследований присудил авторскому коллективу «Гран-при» за обновление архитектурных форм и успехи в разработке перспективных планов градостроительства.
Известный историк архитектуры А. В. Иконников отмечал, что крупномасштабная ансамблевая композиция Нового Арбата, несомненно, обладает силой и характерностью. Свойства эти воспринимаются, однако, прежде всего в пределах самой улицы и в панорамах — с западной стороны, с набережной Тараса Шевченко. Но в городские пейзажи, которые раскрываются с высокого плато на юго-западе города и вдоль другой ветви излучины Москвы-реки, с Берсеневской и Крымской набережных, Новый Арбат выходит как громадная непрерывная стена высоких зданий. Этот ровный гребень снизил значение высотных построек начала 1950-х годов, вернувших живописную выразительность городскому силуэту. Неудивительно, что «пробивка» новой улицы сквозь историческую ткань города и архитектурное решение нового ансамбля, никак не увязанное с окружающей застройкой, вызывала неприязнь москвичей. Писатель Юрий Нагибин назвал Новый Арбат «вставной челюстью Москвы», это презрительное прозвище стало народным. Авторы Архитектурного путеводителя, вышедшего в 1997 году, отмечали: «По прошествии трёх десятилетий после завершения проспект остается чужеродным в структуре города. Инородным телом воспринимается застройка проспекта с прилегающих набережных, с юго-западных территорий города».
Несмотря на то, что в результате прокладки Нового Арбата снесены многочисленные исторические сооружения, в том числе комплекс Собачьей площадки, официально создание Нового Арбата трактовалось как решение, позволившее сохранить в качестве заповедной зоны ряд старинных московских улиц и, прежде всего, Арбат.

## Примечательные здания и сооружения
По нечётной стороне:

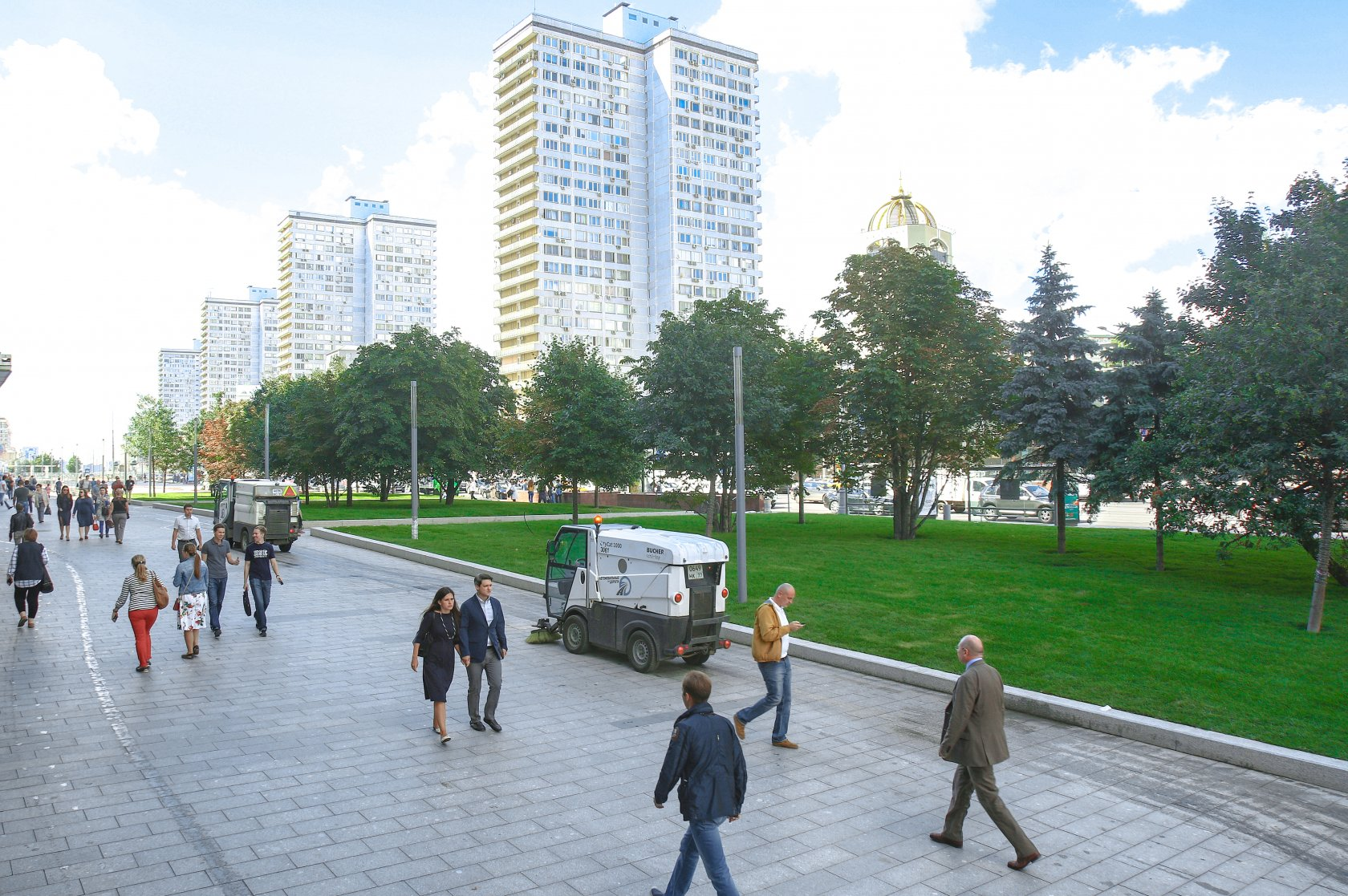
Улица после реконструкции в 2016 году.

- № 1 — ресторан «Прага» (1824; 1902, архитектор Л. Н. Кекушев; 1914—1915, архитектор А. Э. Эрихсон; 1954, архитектор Б. М. Соболевский);
- № 5 — особняк Э. М. Федотовой. Построен в 1902 г. Архитектор С. Н. Фёдоров[27];
- № 7 — с 1923 года — родильный дом № 7 им. Г. Л. Грауэрмана, в котором появились на свет многие знаменитости (например Кир Булычёв, Андрей Миронов, Александр Збруев, Алик Грановский). Ныне закрыт. На боковом фасаде дома в 1973 г. установлен первый в СССР цветной видеоэкран «Элин» на лампах накаливания, современный светодиодный — в 2005 г. Рядом с домом, в начале небольшого сквера, 9 мая 2014 года был заложен мемориальный камень в память о партизанском командире Н. Я. Киселёве, а сам сквер назван его именем[28][29];
- № 11, 15, 19, 21 — четыре 26-этажных административных корпуса, фасады которых напоминают раскрытые книги («дома-книжки»), соединены 2-ярусным застеклённым стилобатом протяжённостью 850 м, в который также входят дома 13 и 17; в 1-м строении дома № 11 располагается редакция радиостанции «Эхо Москвы»[30]. 18 июля 2017 года в здании № 15 произошёл пожар. В доме 21 в 1989 году находился кабинет Бориса Ельцина, в то время председателя комитета ВС СССР по строительству и архитектуре.[3]
- № 23 — жилой дом (1926, архитектор Л. О. Лунгин);
- № 25 — жилой дом (1928)[19];
- № 27 — жилой комплекс «Новый Арбат 27» (2006—2009, коллектив архитекторов «Моспроект-2» под руководством академика М. М. Посохина);
- № 29 — жилой комплекс «Арбат Тауэр»;
- № 31 — двенадцатиэтажный дом сталинской архитектуры, 1937—1939 гг. (архитекторы А. В. Щусев, А. К. Ростковский).

По чётной стороне:
- № 2 — Дом связи (1965, снесён в 2021 году, архитекторы В. Егерев, А. Шайхет, Н. Афанасьева, Е. Шумов, инженеры Б. Кенгуров, Д. Ильин, С. Крыжевская, О. Плотников и другие)[19]. Первоначально в здании размещались АТС, почта, телеграф, пункт междугородной телефонной связи и телефонная справочная служба 09;
- № 4 — церковь Симеона Столпника;
- № 6 — 25-этажный сдвоенный каркасно-панельный жилой дом-башня с ювелирным магазином (первоначально «Малахитовая шкатулка», ныне "Центр «Ювелир»);
- № 8 — Московский дом книги (книжный магазин);
- № 10, корп. 1 — 25-этажный сдвоенный каркасно-панельный жилой дом-башня с рестораном (первоначально — кафе «Ивушка»: ныне — «Якитория»); В доме жил поэт Роберт Рождественский.[3]
- № 14, стр. 1 — пяти-шестиэтажный одноподъездный кирпичный жилой дом. Построен в 1895 году по проекту архитектора А. Херсонского[31]. Реконструирован в 2000-х годах;
- № 16 — 25-этажный сдвоенный каркасно-панельный жилой дом-башня с аптекой;
- № 22 — 25-этажный сдвоенный каркасно-панельный жилой дом-башня с предприятиями обслуживания (изначально магазин грампластинок «Мелодия», ныне «Кофехауз», ресторан «Пекинская утка» и др.). В доме жил актёр, народный артист РФ Г. Л. Бортников[32]; В доме были квартиры драматурга Алексея Арбузова и трагически погибшего (выпал из окна) литератора Леона Тоома.[3]
- № 24 — киноконцертный зал «Октябрь». Здание построено по проекту архитекторов М. Посохина, А. Мндоянца, Ю. Попова, А. Жбакова, В. Турчиновича, Г. Умнова, инженеров С. Школьникова и В. Николаева. Мозаичное панно создано из натурального камня художниками Н. Андроновым, А. Васнецовым, В. Элькониным и Л. Сыркиным[33];
- № 24, стр. 2 — здание ресторанов «Молли Гвинз» и «Шеш Беш», построенное в 2001 году на месте крупной рекламной конструкции кинотеатра «Октябрь»;
- № 26 — 25-этажный сдвоенный каркасно-панельный жилой дом-башня с магазином (изначально — магазин «Сирень», ныне — «Цептер»);
- № 28 — бывший магазин «Хлеб»;
- № 30/9 — жилой дом, закрепляющий угол с Садовым кольцом, воздвигнут в 1950-х годах по проекту В. И. Курочкина и Н. А. Хохрякова. В доме расположена детская библиотека им. Горького. Её интерьеры выполнены в стиле «сталинского ампира». Залы библиотеки украшены потолочной росписью, орнаментами, картинами, коринфскими колоннами, портретами русских писателей, сюжетами их произведений[34];
- № 32 — участок бывшего института курортологии, здание которого было возведено в конце 1920-х — начале 1930-х годов на месте церкви Введения Пресвятой Богородицы в стиле постконструктивизма по проекту Анатолия Самойлова при участии Сергея Харитонова. В архитектуре здания сочетались черты конструктивизма (обильное остекление, асимметричная композиция фасадов) и сталинского ампира (широкие карнизы, декоративное оформление балконов). Здание было снесено в 2006 году[35]. На месте института курортологии построен многофункциональный комплекс «Новый Арбат, 32» общей площадью 115 тыс. кв. метров, в котором располагается отель Marriott на 234 номера, апартаменты, офисный центр и научный центр восстановительной медицины и курортологии Минздравсоцразвития России[36];
- № 34 — пятиэтажный кирпичный трёхподъездный 60-квартирный жилой дом, 1963 года постройки;
- № 34, стр. 1 — шестиэтажное кирпичное административное здание;
- № 36/9 — здание СЭВ (1963—1970, архитекторы М. В. Посохин, А. А. Мндоянц, В. А. Свирский; инженеры Ю. В. Рацевич, С. Я. Школьников), ныне занимаемое мэрией Москвы. Ранее на месте стилобата стоял Приют цесаревны Марии на Пресне с церковью Троицы Живоначальной (1880—1883, архитектор Н. И. Финисов);
- № 36, стр. 3 — торговый центр «Сфера».

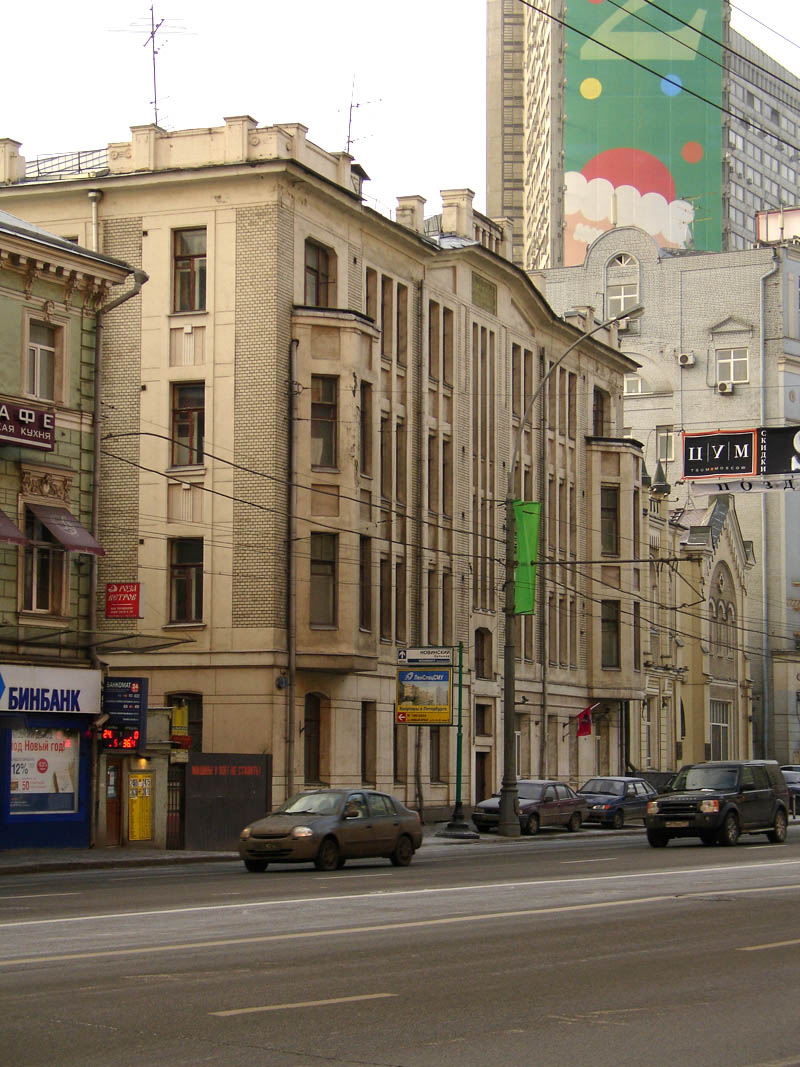
Дом № 3
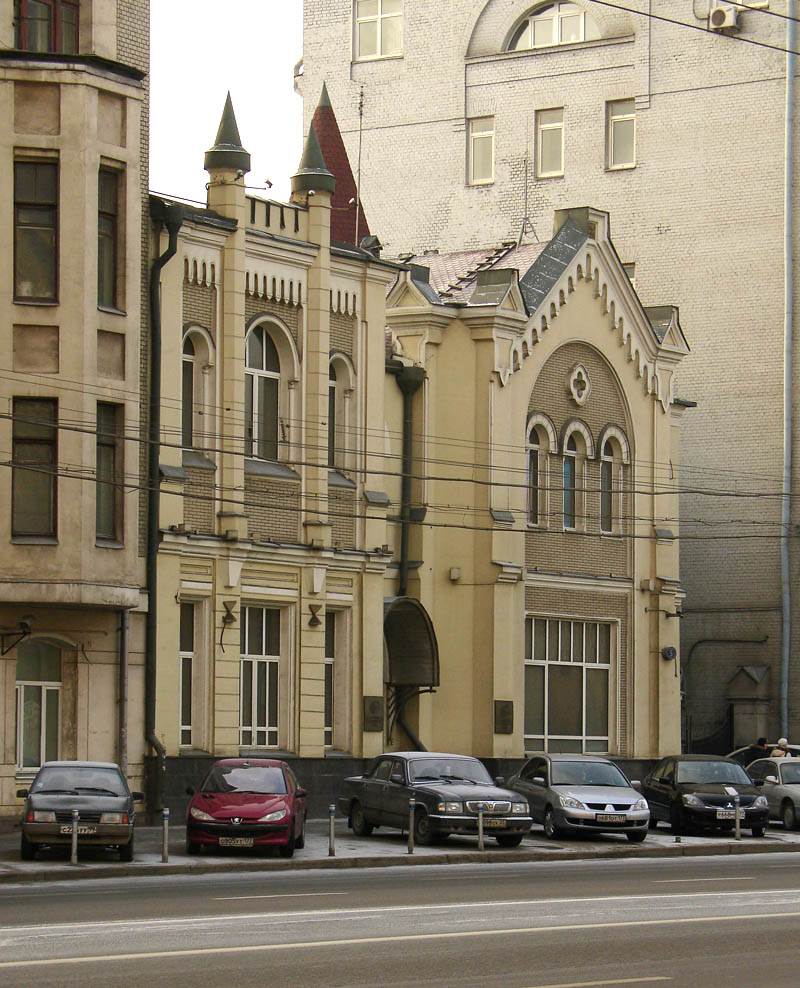
Дом № 5
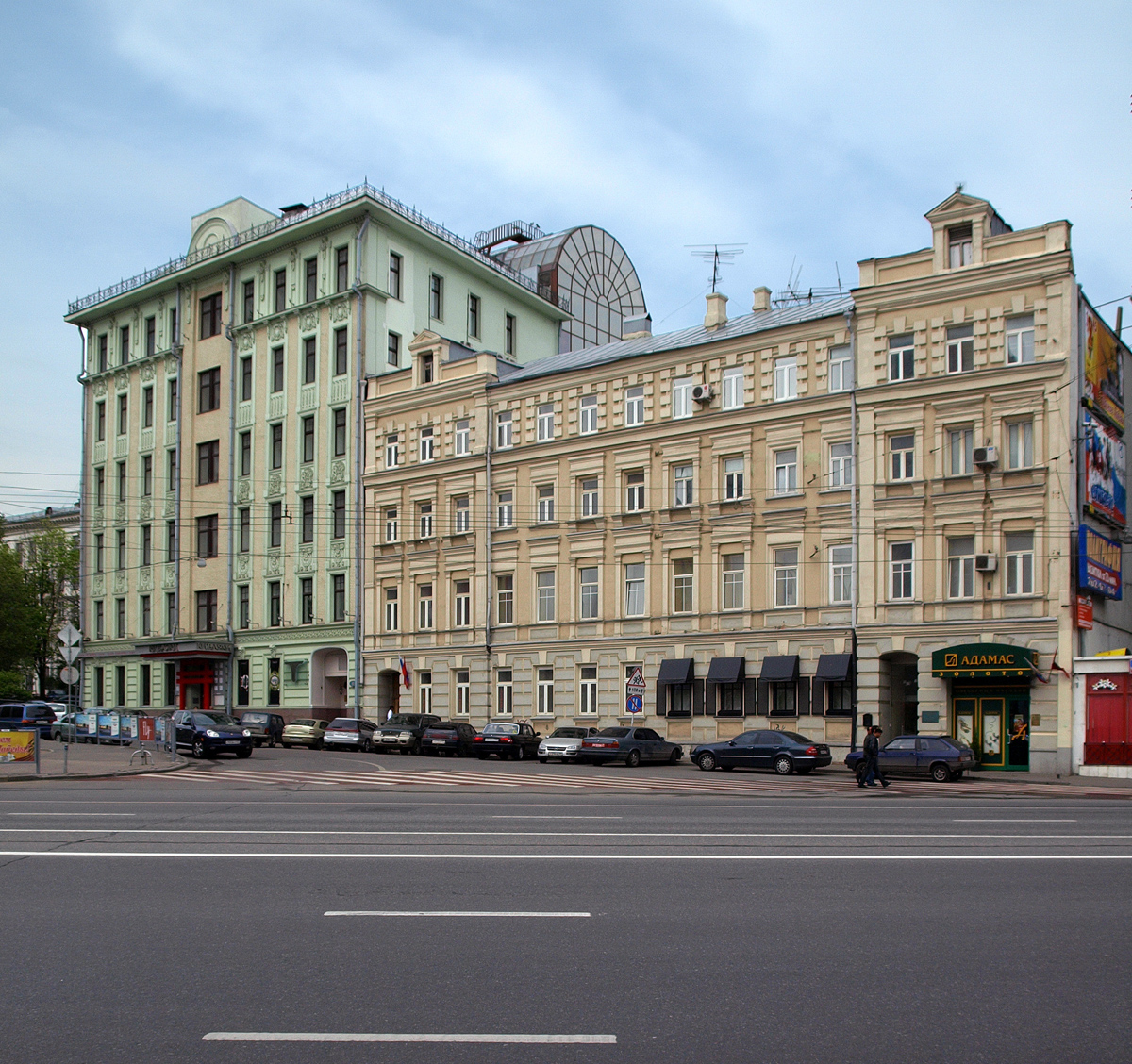
На углу с Поварской улицей
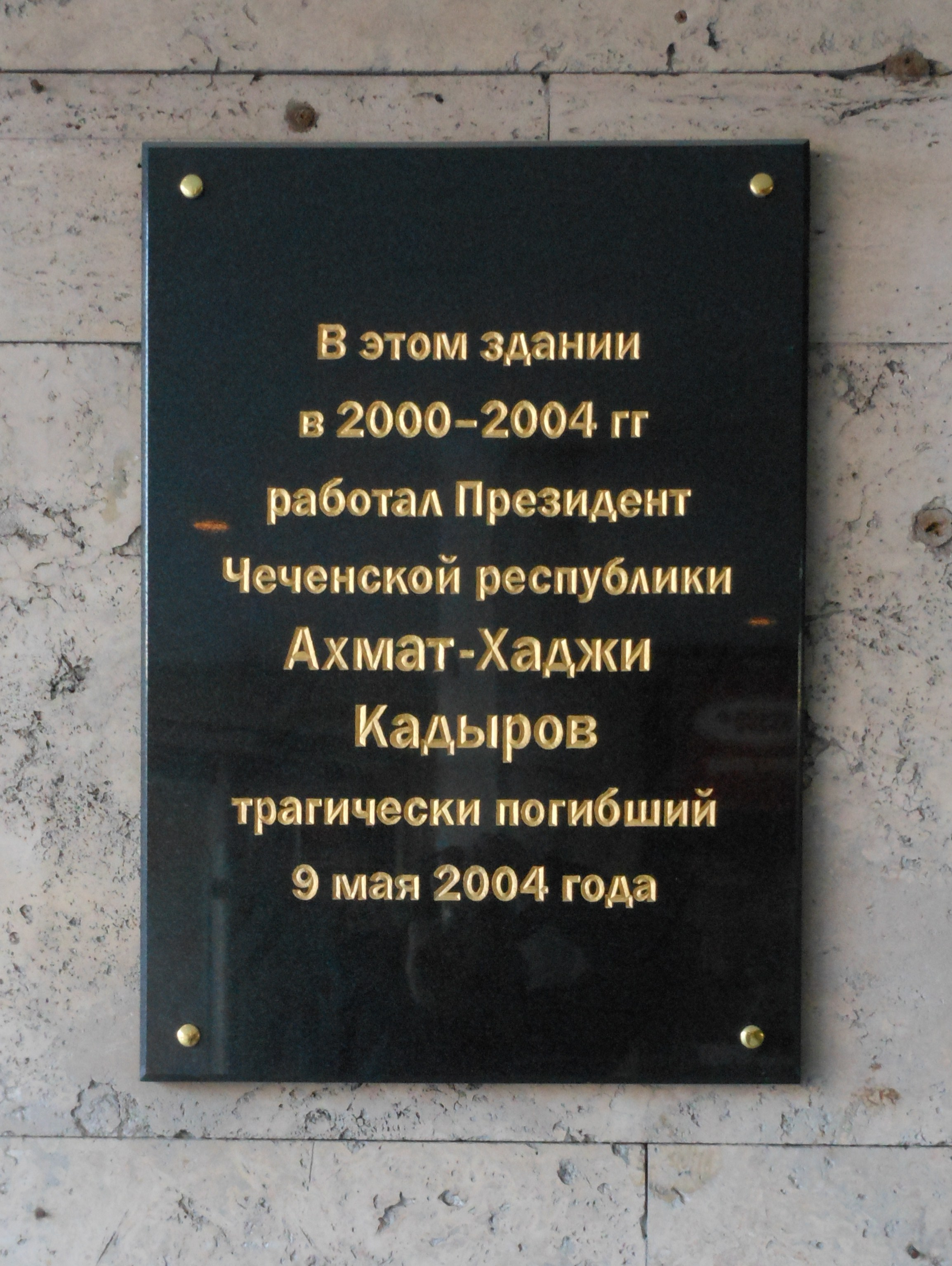
Памятная доска Ахмату Кадырову на доме № 19 по улице Новый Арбат
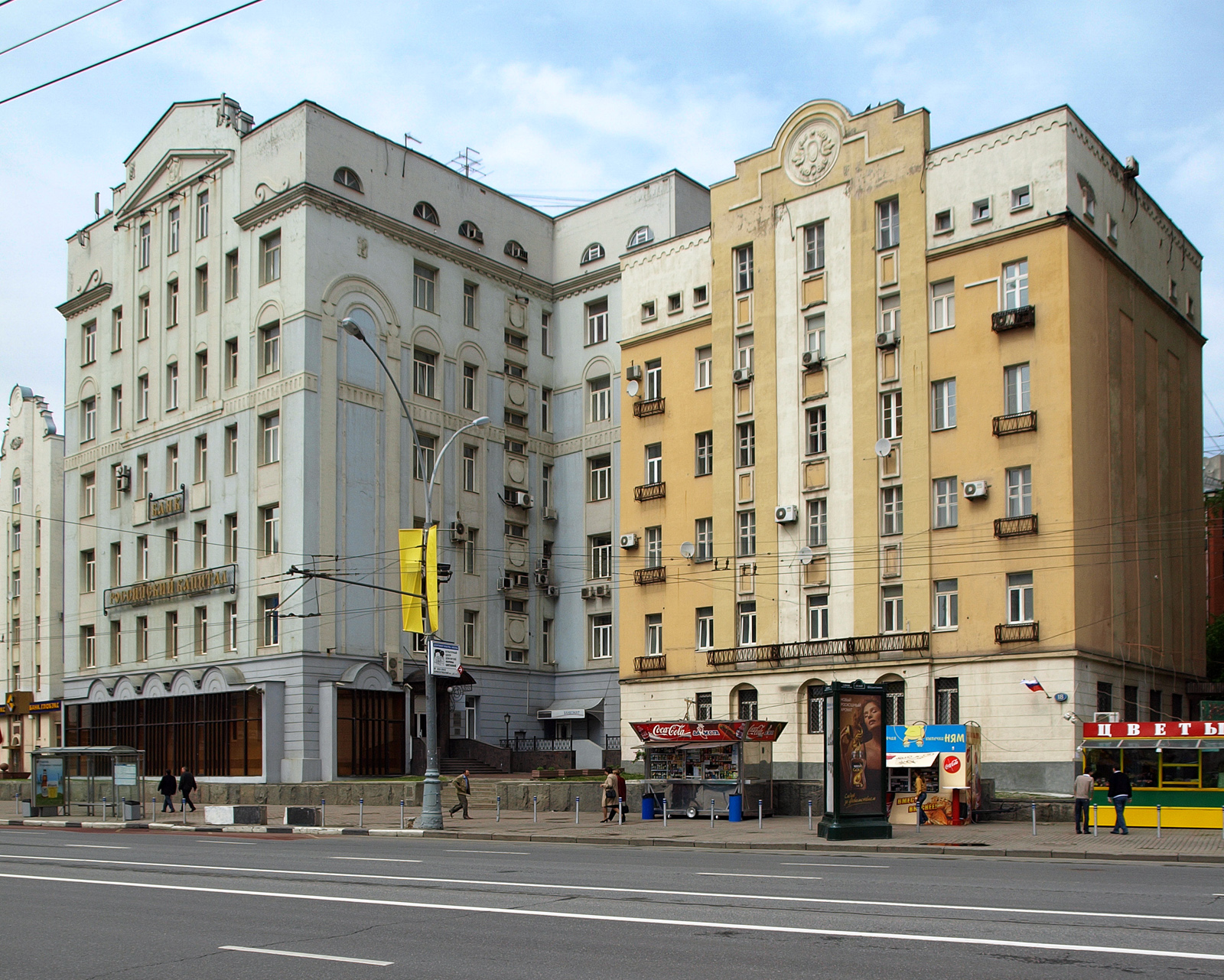
Дома № 21 и 21 А по ул. Большая Молчановка, фасадом на Новый Арбат
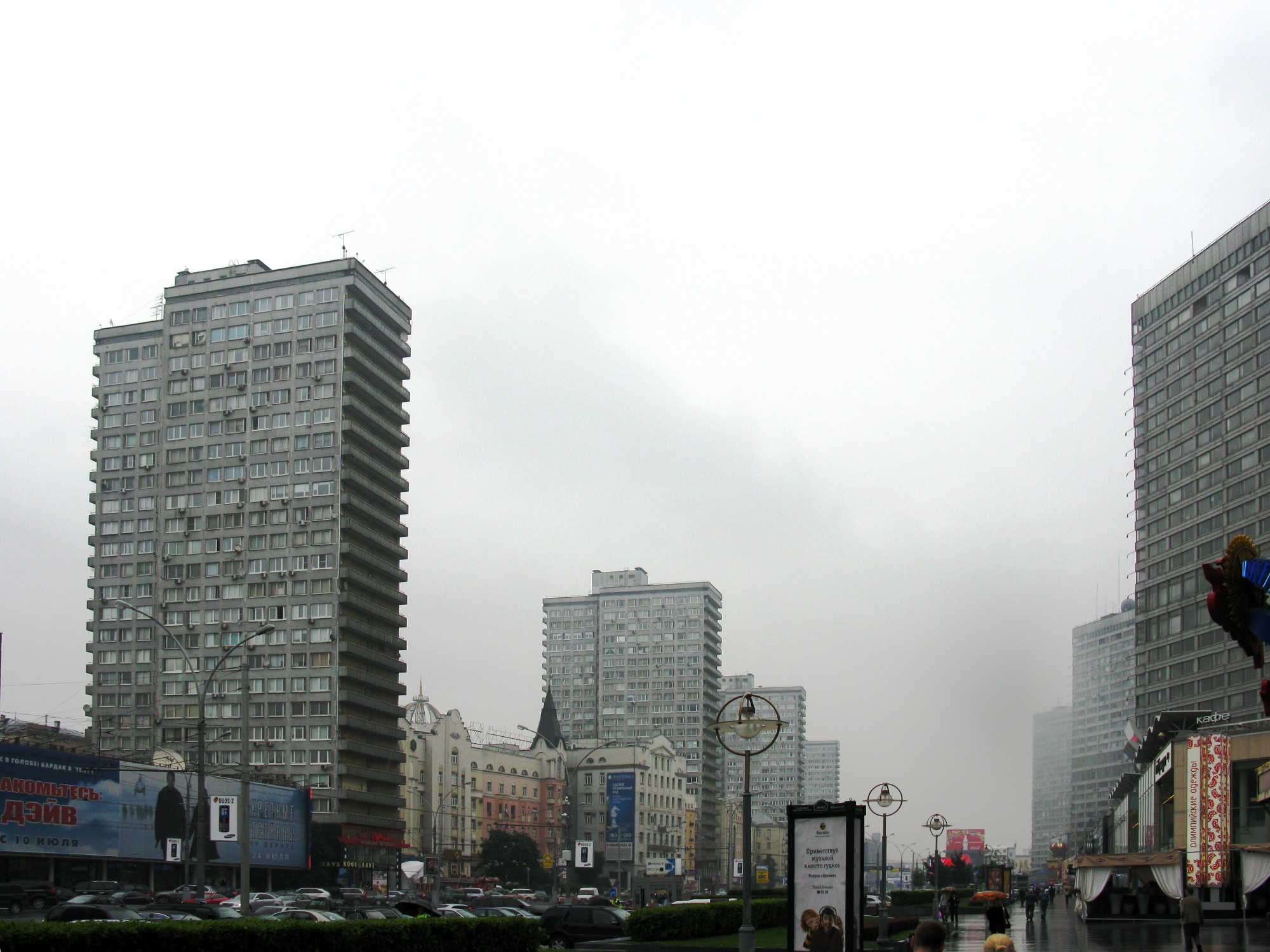
Небоскрёбы Нового Арбата
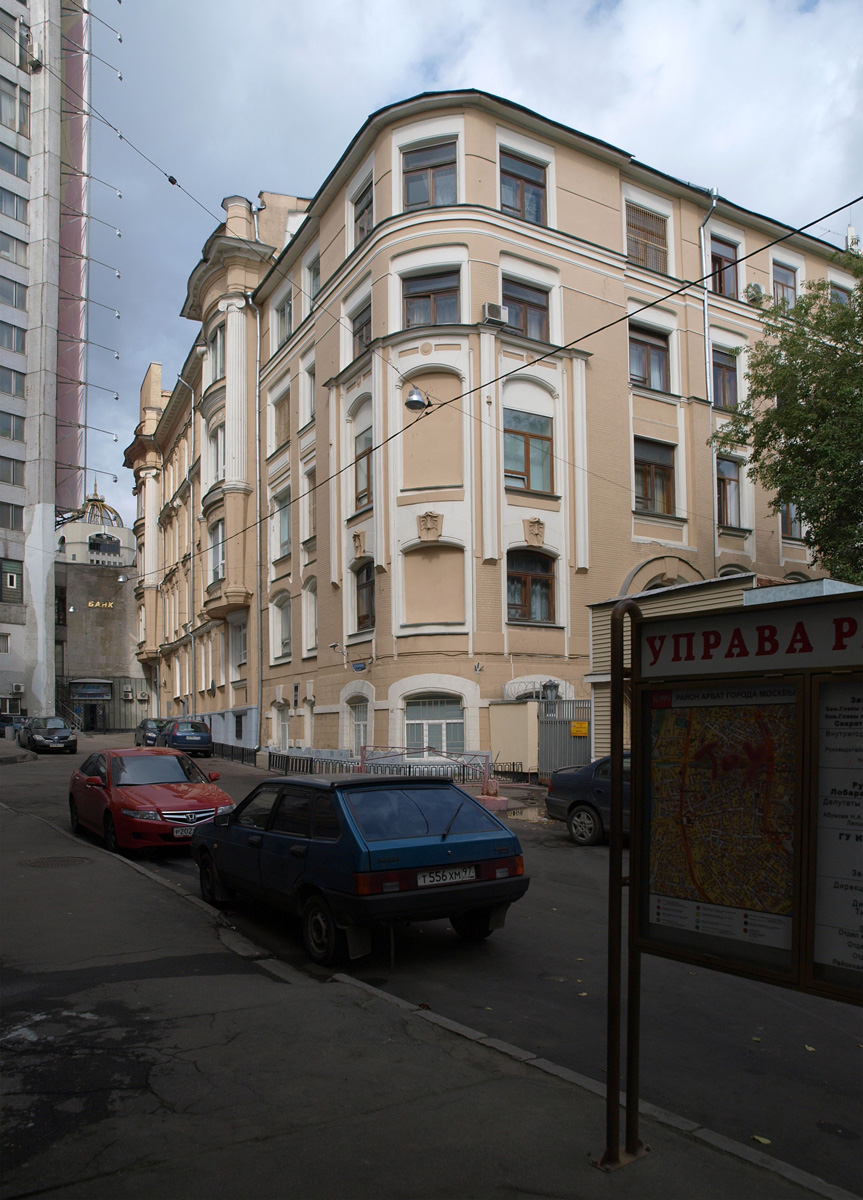
Дом № 13. Вид с Серебряного переулка
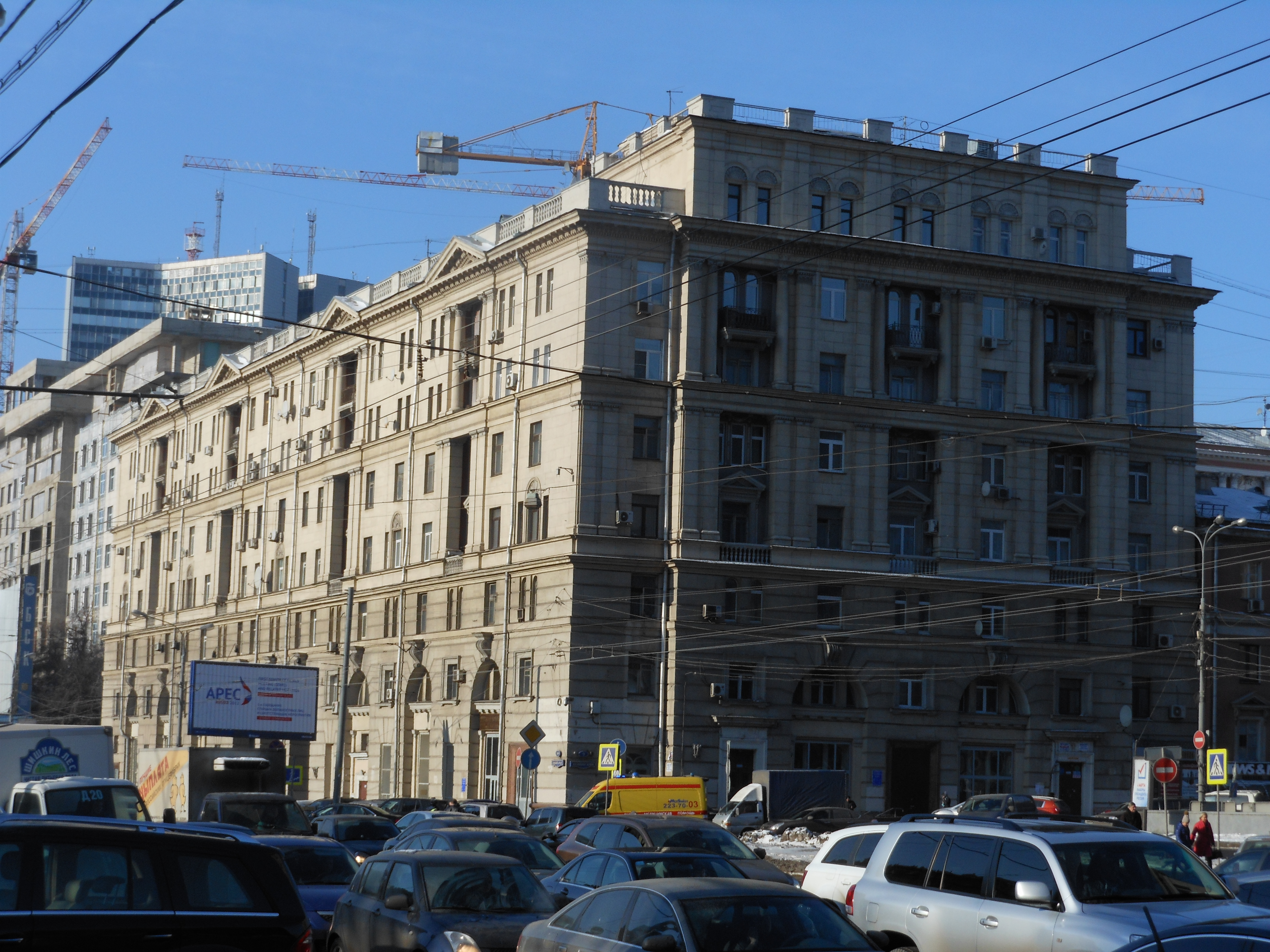
Жилой дом на пересечении с Новинским бульваром (№ 30/9)

## Памятные доски и знаки

### Памятные доски
- Ахмату Кадырову — на доме № 19. Открыта 23 августа 2004 года в день рождения Ахмата Кадырова на здании, где находится представительство Чеченской республики. Надпись золотыми буквами на мраморной поверхности гласит: «В этом здании в 2000—2004 годах работал президент Чеченской республики Ахмат-Хаджи Кадыров, трагически погибший 9 мая 2004». Памятная доска изготовлена на московском камнеобрабатывающем комбинате.
- Михаилу Луконину, русскому советскому поэту (1918—1976) — на доме № 23.

### Памятные знаки
- Знак в память о событиях августа 1991 года (над подземным туннелем на пересечении Садового кольца с улицей Новый Арбат, нечётная сторона).
- На доме № 25 в рамках гражданской инициативы «Последний адрес» 26 октября 2015 года установлен памятный знак с именем редактора Евгении Товиевны Рудневой-Базаровой[37], умершей в больнице пересыльной тюрьмы N2 Соль-Илецка УНКВД Чкаловской области 20 ноября 1942 года.
- Знак на месте церкви Иконы Божией Матери Утоли Моя Печали при Московской женской тюрьме, построенной в 1909—1910 гг. и снесённой в 1958 году (дом № 36, на здании СЭВа).

## Транспорт
Движение по всей улице двустороннее бессветофорное. Нечётная и чётная стороны улицы соединены шестью подземными переходами. Наземные переходы отсутствуют. Заложенная в первоначальных вариантах проекта идея отделить транспортные потоки от масс пешеходов не была реализована.

### Парковки
Запроектированные при создании Нового Арбата подземные автостоянки на 1000 машин, вдоль его южной стороны, не были осуществлены. Начиная с 1990-х годов, проблема парковки транспорта стала расти. Пешеходные зоны Нового Арбата фактически превратились в хаотичные паркинги. Отчасти эта проблема была решена при комплексном благоустройстве пешеходной зоны нечётной стороны с организацией муниципальной парковки (авторы проекта: «Моспроект-2», Посохин, Михаил Михайлович (руководитель), М. Морина, О. Жибуртович, М. Мордвинова, Е. Учитель; инженеры — И. Янычева, Е. Шонина, И. Родионова, проектирование — 2001 г., реализация — 2002 г.). На нечётной стороне пешеходные зоны и парковка были разделены, на чётной проблема разделения пешеходных потоков и припаркованных машин остаётся.
Сегодня на нечётной стороне Нового Арбата располагается две платные парковки на 98 и 102 места. На чётной стороне парковки не предусмотрены.

### Наземный общественный транспорт
По  всей длине улицы проходят автобусы: м2, м7, н2 (в обе стороны); с511 (только из центра).
Остановки: площадь Арбатские Ворота (только из центра), Дом книги, Кинотеатр «Октябрь», Новинский бульвар, площадь Свободной России.
До ликвидации контактной сети в середине 2016 года в рамках программы «Моя улица» по всей длине улицы проходили троллейбусы 2, 44. Со 2 мая 2016 года вместо троллейбуса 2 был запущен автобус т2. Троллейбус 44 отменён.

### Ближайшая станция метро
- Станции метро «Смоленская» (Арбатско-Покровской линии) и «Смоленская» (Филёвской линии) расположены примерно в 400 м от середины проспекта.
- Станции метро «Арбатская» (Арбатско-Покровской линии) и «Арбатская» (Филёвской линии) расположены недалеко от начала проспекта.